# گل رز از فرانسه
یک گل رز از فرانسه (به اسپانیایی Una rosa de Francia) یک فیلم ماجراجویی اسپانیایی، به کارگردانی مانوئل گوتیرز آراگون است. ژانر این فیلم عاشقانه، ماجراجویی، اکشن و تمایلات جنسی است. این فیلم در سال ۲۰۰۶ ساخته شد.

## بازیگران اصلی
1. الکس گونزالس
2. آنا دِ آرماس
3. خورخه پروگوریا
4. برزلیاندا هرناندز

## داستان
در شهرستان از هاوانا در اواسط قرن بیستم، قبل از انقلاب، یک ملوان جوان کوبایی می‌خواهد برای بهبود زندگی خود به سفر با دوست دختر خود به ایالات متحده برود.